# إقليم تنغير
إقليم تنغير هو أحد أقاليم المملكة المغربية. يقع إقليم تنغير وسط المملكة ضمن جهة درعة تافيلالت.
تنغير المحدث مؤخرا يمتد جغرافيا بين اقليمي ورزازات من الغرب والراشيدية من الشرق ويضم ساكنة تقدر بنحو:289550 نسمة  بكثافة سكانية تناهز ال 21 نسمة في الكيلومتر المربع الواحد وهي كثافة مهمة إذا قورنت بالكثير من الأقاليم بالمملكة. هؤلاء السكان يتوزعون على 3 جماعات حضرية.
اقليم تنغير يمتد على مساحة تناهز 13619 كيلومتر مربع.

## التقسيم الإداري للإقليم
وفقا للتقسيم الإداري ل يونيو 2009، كما تطورت في أكتوبر 2010، يتألف إقليم تنغير من 25 جماعة جغرافية، بما في ذلك ثلاث بلديات في المناطق الحضرية و22 قروية.

### الجماعات الحضرية
- تنغير (بلدية)
- بومالن دادس (بلدية)
- قلعة مكونة (بلدية)

### الجماعات القروية
تنطوي ال 22 جماعة قروية المتبقية في 10 قيادات وبنفسها تتوزع على ثلاث دوائر:
- دائرة بومالن دادس:
  - قيادة آيت سدرات الجبل: آيت سدرات الجبل السفلى، آيت سدرات الجبل العليا وآيت يول،
  - قيادة سوق الخميس: آيت سدرات السهل الشرقية، آيت سدرات السهل الغربية، آيت واسيف وسوق الخميس دادس،
  - قيادة أهل مكون: إغيل ن أومكون،
  - قيادة إكنيون: إكنيون،
  - قيادة امسمرير: امسمرير وتيلمي؛
- دائرة تنغير:
  - قيادة تودغة: اميضر، واكليم وتودغى العليا،
  - قيادة تاغزوت: تاغزوت ن آيت عطا، آيت الفرسي وتودغى السفلى،
  - قيادة ألنيف: مصيسي، حصيا، أشبارو وألنيف؛
- دائرة أسول:
  - قيادة آيت هاني: آيت هاني،
  - قيادة أسول: أسول.

## مناخ الإقليم
مناخ إقليم تنغير خو مناخ جاف ذو طابع قاري، يتعرض لكتل هوائية صحراوية وكتل أطلسية جنوبية شرقية. وتتميز التساقطات المطرية بالإقليم، بكونها غير منتظمة وتتغير من منطقة إلى أخرى، حيث تبلغ 200 ميلمتر في مرتفعات الأطلس الكبير شمال الإقليم، وما بين 130 و170 ميلمتر في المناطق الوسطى كما هو الشأن بالنسبة لمدينة تنغير وإقليم مكونة.
وبالنسبة لدرجات الحرارة، فهي تتجاوز 40 درجة خلال فصل الصيف، وتصل إلى 5 درجات خلال فصل الشتاء بمسمرير، إيغيل نومغون وتيلمي.
ويتزود الإقليم بالموارد المائية عن طريق وديان تودغة ودادس ومكون وواد غريس، فيما تتمثل الأحواض المائية التي تغطي الإقليم في حوض غير-زيز-غريس، وحوض سوس ماسة درعة.